# صاروخ موجه سلكيا

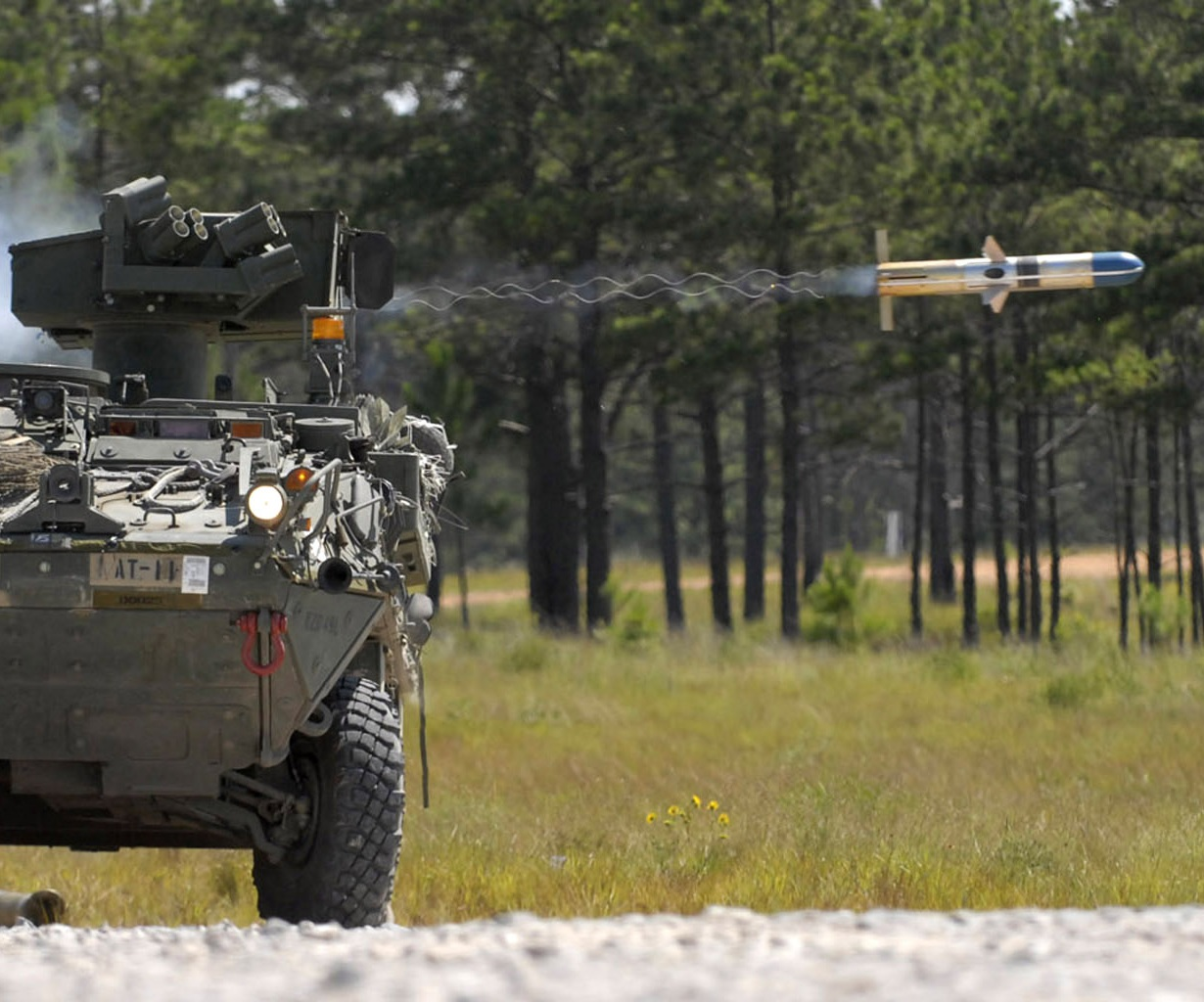
صاروخ تاو TOW تطلق من مركبة M1134 ATGM

الصاروخ الموجه سلكياً هو الصاروخ الذي يوجه بإشارات ترسل إليه عبر أسلاك رقيقة متصلة بينه وبين آلية توجيهه، والتي تقع في مكان ما بالقرب من موقع الإطلاق وعندما يحلق الصاروخ تنفك الأسلاك خلفه مع بقاءها متصله به (توجيه بالأوامر). ويستخدم هذا النظام في توجيه الصواريخ المضادة للدبابات، حيث تجعله قدرته على الاستخدام في المناطق ذات خط الرؤية المحدود مفيداً، عندما لا يمثل الحد الأقصى للمدى الذي يفرضه طول السلك مصدر قلق كبير.